# Journal of Theoretical and Computational Chemistry
Het Journal of Theoretical and Computational Chemistry is een wetenschappelijk tijdschrift. De naam wordt gewoonlijk afgekort tot JTCC. Het is een interdisciplinair tijdschrift dat bevindingen uit de theoretische en computationele chemie publiceert, alsook hun toepassingen in andere wetenschappelijke disciplines, zoals de natuurkunde en de biologie. 
Het tijdschrift werd opgericht in juli 2002. Het wordt uitgegeven door de wetenschappelijke, technische en medische uitgeverij World Scientific.